# 埃尔努斯
埃尔努斯（英語：Aernus）。古罗马时代神祇之一。其崇拜对象与影响范围较小。反映于相关出土文物铭文之中。囿于其存世文物凤毛麟角，因而学界至今对其众说纷纭。